# 萜烯七脂酸
萜烯七脂酸（也称，缩写KA）是一种有机化合物，分子式C15H20O5，属于真菌产生的倍半萜内酯类抗生素，是GAPDH和DNA聚合酶的酶抑制剂。